# Mistelbach, Österrike
Mistelbach är en stadskommun i det österrikiska förbundslandet Niederösterreich. Staden är huvudort i distriktet med samma namn och är belägen vid floden Zaya cirka 50 kilometer nordost om Wien. 

## Historia
Mistelbach omnämndes för första gången 1130. 1372 blev Mistelbach köping och 1874 stad.

## Sevärdheter
Den främsta sevärdheten är den sengotiska stadskyrkan på kyrkbacken. Trappor leder mellan helgonfigurer och korsväg upp till kyrkan, där det också finns ett benhus från 1200-talet. Vid foten av kyrkbacken ligger prästgården, en liten barockbyggnad med fyra flyglar.

### Museer
I museicentrumet Mistelbach finns Hermann Nitschmuseet och museet Lebenswelt Weinviertel samt ett internationellt mässvinarkiv.

## Orter
Kommunen består av tio orter (Ortschaften) (inom parentes invånarantal 1 januari 2024):

- Ebendorf (562)
- Eibesthal (762)
- Frättingsdorf (276)
- Hörersdorf (446)
- Hüttendorf (508)
- Kettlasbrunn (522)
- Lanzendorf (793)
- Mistelbach (6 940)
- Paasdorf (732)
- Siebenhirten (495)

## Politik
| Kommunvalen i Mistelbach 2015 | Kommunvalen i Mistelbach 2015 | Kommunvalen i Mistelbach 2015 | Kommunvalen i Mistelbach 2015 | Kommunvalen i Mistelbach 2015 |
| ----------------------------- | ----------------------------- | ----------------------------- | ----------------------------- | ----------------------------- |
|                               |                               |                               |                               |                               |
| Partier                       | Andel                         |                               | Antal                         | Mandat                        |
| Folkpartiet                   | 52,86 %                       |                               | 3238                          | 20                            |
| Folkpartiet                   | -1,65 %                       |                               | -520                          | -1                            |
| Socialdemokraterna            | 22,18 %                       |                               | 1359                          | 8                             |
| Socialdemokraterna            | -3,02 %                       |                               | -378                          | -1                            |
| Frihetspartiet                | 7,80 %                        |                               | 478                           | 3                             |
| Frihetspartiet                | +0,04 %                       |                               | -57                           | ±0                            |
| Liste Aktiver Bürger          | 12,86 %                       |                               | 788                           | 5                             |
| Liste Aktiver Bürger          | +0,33 %                       |                               | -76                           | +1                            |
| NEOS                          | 3,25 %                        |                               | 199                           | 1                             |
| NEOS                          | +3,25 %                       |                               | +199                          | +1                            |
| Övriga partier                | 1,04 %                        |                               | 64                            | 0                             |
| Övriga partier                | +1,04 %                       |                               | +64                           | ±0                            |
| Ogiltiga röster               | 3,04 %                        |                               | 192                           |                               |
| Ogiltiga röster               | +0,77 %                       |                               | +32                           |                               |
| Valdeltagande                 | 58,94 %                       |                               | 6318                          | 37                            |
| Valdeltagande                 | -9,51 %                       |                               | -736                          | ±0                            |

## Näringsliv
Mistelbach är regionalt förvaltnings- och handelscentrum.

## Kommunikationer
Mistelbach vid Östbanan och ingår i storregionen Wiens pendeltågsnät. Genom kommunen går väg B7 (E 461) från Wien till den tjeckiska gränsen. Därifrån avtar väg B46 till Laa an der Thaya som möter väg B40 (Hollabrunn-Wilfersdorf) i Mistelbach.